# Aristhóteles de Ananias Jr. (álbum)
Aristhóteles de Ananias Jr. é o primeiro e único álbum de estúdio da banda brasileira de rock alternativo Aristóteles de Ananias Jr., lançado em 1996 pelo selo Grenal Records.

## Ficha técnica

### Formação da banda
- Marcelo Birck - guitarra, voz, prato, teclado, sampler, saxofone alto e capofone
- Luciano Zanatta - sax alto, sampler, pandeiro, voz
- Pedro Porto - baixo, voz, guitarra, percussão, oboé indígena, gaita de boca, apito

### Convidados
- Diego Silveira - bateria, sax alto (faixas 7-11) voz (15-17), percussão (8-16)
- Demétrio Panarotto - sax alto (5)
- Elaine Tomasi Freitas - arranjos de sax (2)
- Márcio Petracco - violino (11), voz (15)
- Plato Divorak - voz (11)
- Ricardo Frantz - violino (4-10-14), arroto (1), voz (2), oboé indígena (11)

### Gravação e produção
Gravado em sistema analógico no Estúdio Alfa (16 canais) e em sistema digital no Estúdio Eger (24 canais). Técnicos: Homero Santoro (Alfa); Márcio Petracco, Carlo Pianta, Glauco, Samuel e Dido (Eger)  
Edição na Deff Áudio Promoções Musicais, técnicos Marcelo Fornazier e André Birck. 
Masterizado por Thomas Dreher. 
Arte da capa: Vitor Hugo Cecatto e Marcelo Birck.
Produzido por Aristhóteles de Ananias Jr. e Ricardo Frantz

### Faixas
1. "Canibalismo Odara" (autores: Marcelo Birck, Luciano Zanatta, Ricardo Frantz) – 1:37
2. "Heavy" (Marcelo Birck, Ricardo Frantz, Luciano Zanatta) – 2:20
3. "Fúlvio Silas II" (Marcelo Birck) – 2:22
4. "Grenal do Amor" (Marcelo Birck, Chico Machado) – 2:11
5. "Saudades do Alegrete" (Marcelo Birck, Alexandre Birck, Leandro Blessmann) – 2:07
6. "Futebol Metal" (Marcelo Birck, Luciano Zanatta, Pedro Porto) – 2:06
7. "Guiriguidum" (Marcelo Birck, Pedro Porto) – 2:04
8. "Pagode Acebolado" (Marcelo Birck) – 2:41
9. "Psicosérgio" (Marcelo Birck) – 0:50
10. "Anônima" (Marcelo Birck, Alexandre Birck, Leandro Blessmann) – 2:01
11. "Trilha sem Rumo" (Marcelo Birck) – 2:19
12. "Crom" (Marcelo Birck) – 1:18
13. "Freeway" (Marcelo Birck) – 2:05
14. "Bico de Pato" (Chico Machado) – 1:59
15. "Mantra" (Marcelo Birck, Diego Silveira) – 0:43
16. "Milonga" (Marcelo Birck, Pedro Porto, Luciano Zanatta) – 2:37
17. "Kunta Pebem" (Marcelo Birck, Diego Silveira) – 2:27

## Recepção
Arthur de Faria, músico, compositor e pesquisador gaúcho, em sua publicação historiográfica Um Século de Música no Rio Grande do Sul (2001), disse que a banda "produziu uma fita demo excepcional e um CD quase inaudível de tão desconstruído", e definiu a proposta como "a experiência musical mais radical feita em música popular nestas terras". Nas palavras de Eduardo Egs, escrevendo em 2006 para o Overmundo, "usando colagens de trechos de músicas, sobreposição de vozes e muito, mas muito atonalismo, o Aristhóteles causou impacto na cena porto-alegrense. O trabalho da banda foi reunido em um CD lançado em 1996 pelo Grenal Records, selo do próprio Birck. Hoje, passados dez anos, ainda impressiona ouvir as experiências sonoras desse registro". O trabalho também foi elogiado em 2008 por Glerm Soares, pesquisador e músico experimental, que incluiu o disco na sua lista Top Ten para o Mondo Bacana, e disse: "Marcelo Birck é poderoso. Fico de cara quando não levam o cara a sério por preconceito ao seu lado escrachado. O cara inventou uma estética totalmente própria, misturando jovem guarda com atonalismo e tosqueira. As letras são um caso à parte, fuzzy-logic total, como diria Timothy Leary".
O CD da banda foi incluído junto com a demo na Discoteca básica do rock sulista (anos 80, 90 & 00), elaborada por Fernando Rosa e Flávio Sillas Jr., respectivamente editor e colaborador da revista Senhor F. O álbum foi incluído no livro 100 Grandes Álbuns do Rock Gaúcho (2021), de Cristiano Bastos e Rafael Conny, que depois de levantarem a história de cerca de 700 bandas ativas no estado nos últimos 50 anos, convidaram cem notórias personalidades da cultura, entre músicos, radialistas, produtores e jornalistas, para votar a lista final de selecionados.